# فرضية المحاكاة
فرضية المحاكاة أو نظرية المحاكاة هي فرضية تقول بإمكانية أن الواقع الذي نعيشه -بما في ذلك الأرض وبقية الكون- في الحقيقة محاكاة اصطناعية مثل محاكاة الكمبيوتر. تعتمد بعض اتجاهات النظرية على تطوير تقنية محاكاة للواقع يمكنها إقناع سكانها بأن المحاكاة كانت «حقيقية». تحمل فرضية المحاكاة تشابهًا وثيقًا مع العديد من السيناريوهات السفسطائية الموجودة في تاريخ الفلسفة. نُشِّرَت الفرضية في شكلها الحالي من قبل نيك بوستروم. ويُعتقَد بأن القول بتوافق الفرضية مع جميع تجاربنا الإدراكية له عواقب معرفية كبيرة تأخذ شكل سفسطة فلسفية. ظهرت نسخ من الفرضية أيضًا في الخيال العلمي، حيث ظهرت كحبكة مركزية في العديد من القصص والأفلام.

## أصولها
هناك تاريخ فلسفي وعلمي طويل للأطروحة الأساسية القائلة بأن الواقع وهم. ويمكن إرجاع هذه الفرضية السفسطائية إلى العصور القديمة. يمكن العثور على أمثلة تتبنى نفس الفكرة الأساسية في كتاب «حلم الفراشة» لجوانغ زي،  أو الفلسفة الهندية مايا، أو في الفلسفة اليونانية القديمة عند أناكسارتشوس وربط مونيموس بين الواقع ورسم المشاهد الطبيعية وافترض أن هذه الرسومات تمثل انطباعات لمواقف حدثت في الأحلام أو خلال لحظات الجنون.
تم وضع نسخة من الفرضية أيضًا على أنها جزء من حجة فلسفية بواسطة رينيه ديكارت.

## تفاصيل فرضية

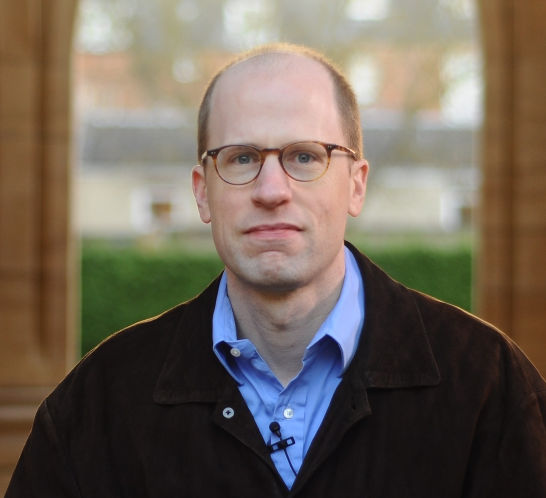
نيك بوستروم في عام 2014

فرضية نيك بوستروم:
استنتاج نيك بوستروم:

### حجة المحاكاة
في عام 2003م، اقترح الفيلسوف نيك بوستروم مشكلة ثلاثية سماها «حجة المحاكاة». على الرغم من الاسم، فإن «حجة المحاكاة» لبوستروم لا تجادل مباشرة بأننا نعيش في محاكاة. بدلاً من ذلك، تجادل ثلاثية بوستروم بأن أحد الافتراضات الثلاثة غير المحتملة يكاد يكون صحيحًا:
1. «نسبة الحضارات البشرية التي ستصل إلى مرحلة ما بعد الإنسان (أي القدرة على إجراء محاكاة عالية الدقة للأسلاف) قريب جدًا من الصفر»، أو
2. «نسبة الحضارات ما بعد البشرية المهتمة بإجراء عمليات محاكاة لتاريخها التطوري، أو أشكال مختلفة منه، قريب جدًا من الصفر»، أو
3. «نسبة جميع الأشخاص الذين لديهم هذا النوع من التجارب والذين يعيشون في محاكاة قريبة جدًا من واحدة.»

تشير الثلاثية إلى أن حضارة «ما بعد الإنسان» الناضجة تقنيًا سيكون لها قوة حاسوبية هائلة، حتى لو كانت نسبة ضئيلة منهم ستجري «محاكاة أسلاف» (أي محاكاة «عالية الدقة» لحياة الأسلاف والتي لا يمكن تمييزها عن الواقع الذي كان يعيشه الأسلاف)، العدد الإجمالي للأسلاف المحاكين، في الكون (أو الكون المتعدد إذا كان موجودًا) سيتجاوز بشكل كبير العدد الإجمالي للأسلاف الفعليين.
يستمر بوستروم إلى استخدام نوع من المبدأ الإنساني لإثبات أنه إذا كان الاقتراح الثالث صحيحا، وتقريبا كل الناس مع نوع التجارب التي لدينا يعيشون في محاكاة، فنحن من شبه المؤكد نعيش في محاكاة.
يدعي بوستروم أن حجته تتجاوز الفلسفة السفسطائية الكلاسيكية القديم، مدعيا أنه
«... لدينا أسباب تجريبية مثيرة للاهتمام للاعتقاد بأنه ادعاء طباقي عن العالم صحيح».
وهكذا فإن بوستروم- والكتاب المتفقون مع بوستروم مثل ديفيد تشالمرز- يجادلون بأنه قد تكون هناك أسباب تجريبية لفرضية المحاكاة، وبالتالي فإن فرضية المحاكاة ليست فرضية سفسطائية بل هي فرضية ميتافيزيقية.
يقول بوستروم إنه لا يرى شخصيًا أي حجة قوية حول أي من الافتراضات الثلاثية هي الحقيقية:
«إذا كان (1) صحيحًا، فمن المؤكد أننا سننقرض قبل أن نصل إلى ما بعد الإنسانية. إذا كان الرقم (2) صحيحًا، فيجب أن يكون هناك تقارب قوي بين دورات الحضارات المتقدمة بحيث لا يحتوي أي منها فعليًا على أي أفراد يرغبون في إجراء محاكاة للأسلاف ولديهم الحرية في القيام بذلك. إذا كان الرقم (3) صحيحًا، فمن شبه المؤكد أننا نعيش في محاكاة. في غياهب جهلنا الحالي، يبدو من المعقول تقسيم مصداقية المرء بالتساوي تقريبًا بين (1) و (2) و (3). . . ألاحظ أن الأشخاص الذين سمعوا عن فرضية المحاكاة غالبًا ما يتفاعلون بالقول،» نعم، أنا أقبل الحجة، ومن الواضح أن الاحتمال # n هو الذي يحصل. «لكن الناس المختلفون يختارون n مختلفة. يعتقد البعض أنه من الواضح أن (1) صحيح، والبعض الآخر أن (2) صحيح، بينما يعتقد البعض الآخر أن (3) صحيح».
كنتيجة طبيعية للثلاثية، صرح بوستروم أنه «ما لم نكن نعيش الآن في محاكاة، فمن شبه المؤكد أن أحفادنا لن يقوموا أبدًا بمحاكاة أسلافنا».  

### نقد المنطق الأنثروبي لبوستروم
يختلف بعض الفلاسفة مع جدلية بوستروم، مقترحين أنه ربما ليس لدى الأشخاص المحاكين تجارب واعية بنفس الطريقة التي يمتلكها البشر غير الحقيقيين، أو أنه يمكن أن يكون بديهياً للإنسان أنه إنسان وليس محاكاة.   قام الفيلسوف باري داينتون بتعديل ثلاثية بوستروم من خلال استبدال «محاكاة السلف العصبي» (بدءًا من الأدمغة الحرفية في وعاء، إلى البشر في المستقبل البعيد الذين يعانون من هلوسة عالية الدقة مستحثة بأنهم أسلافهم البعيدين) من أجل «محاكاة أسلافهم» لبوستروم، على أساس أن كل مدرسة فكرية فلسفية يمكن أن توافق على أن تجارب محاكاة الأسلاف العصبية عالية التقنية بما فيه الكفاية لا يمكن تمييزها عن التجارب غير المحاكاة. حتى في الكمبيوتر عالي الدقة المحاكون ليسو واعيين أبدًا، فإن استدلال داينتون يؤدي إلى الاستنتاج التالي: إما أن جزء الحضارات على المستوى البشري التي تصل إلى مرحلة ما بعد الإنسان وتكون قادرة وراغبة في تشغيل أعداد كبيرة من محاكاة السلف العصبي قريبة من الصفر، أو نحن في نوع من محاكاة الأسلاف (ربما العصبية).
يرفض بعض العلماء بشكل قاطع - أو لا يهتمون- المنطق الأنثروبي، معتبرين إياه «مجرد فلسفي»، أو غير قابل للدحض، أو غير علمي بطبيعته. 
يقترح بعض النقاد أننا يمكن أن نكون من الجيل الأول، وكل الأشخاص المحاكين الذين سيخلقون يومًا ما لم يكونوا موجودين بعد. 

### حجج داخل المعضلة الثلاثية ضد فرضية المحاكاة
يقبل بعض العلماء الثلاثية، ويجادلون بأن الافتراضات الأولى أو الثانية صحيحة، وأن الافتراض الثالث (الافتراض اننا نعيش في محاكاة) خاطئ. يقوم الفيزيائي بول ديفيز بنشر ثلاثية بوستروم كجزء من حجة محتملة ضد فكرة تعدد الأكوان شبه اللانهائي. تعمل هذه الحجة على النحو التالي: إذا كان هناك أكوان متعددة شبه لانهائية، فستكون هناك حضارات ما بعد البشرية تدير عمليات محاكاة أسلاف، وبالتالي سنصل إلى نتيجة لا يمكن الدفاع عنها وذاتية الهزيمة علميًا بأننا نعيش في محاكاة؛ لذلك من خلال برهان الخلف، من المحتمل أن تكون نظريات الأكوان المتعددة الحالية خاطئة. (على عكس بوستروم وتشالمرز، يعتبر ديفيز (من بين آخرين) فرضية المحاكاة هزيمة ذاتية.)  
يشير البعض إلى أنه لا يوجد حاليًا دليل على وجود تكنولوجيا من شأنها أن تسهل وجود محاكاة عالية الدقة للأسلاف. بالإضافة إلى ذلك لا يوجد دليل على أنه من الممكن أو المجدي فيزيائيا لحضارة ما بعد الإنسان إنشاء مثل هذه المحاكاة، وبالتالي في الوقت الحاضر، يجب أن يكون الاقتراح الأول صحيحًا.  بالإضافة إلى ذلك، هناك حدود للحساب.

## مروجي الفرضية
في بودكاست مع جو روجان، قال رئيس سبيس إكس إليون ماسك: «إذا افترضت أي معدل من التحسين على الإطلاق، فلن يمكن تمييز الألعاب في النهاية عن الواقع» قبل أن نستنتج «أنه من المرجح أننا في محاكاة.» 
من بين المؤيدين البارزين لهذه الفرضية عالم الفيزياء الفلكية الشهير نيل ديجراس تايسون، الذي قال في مقابلة إخبارية مع شبكة إن بي سي إن الفرضية صحيحة مع إعطاء «احتمالية أكبر من 50-50» وأضاف: 

## عواقب العيش في محاكاة
يجادل الخبير الاقتصادي روبن هانسون بأنه يجب على الساكن المهتم بذاته لمحاكاة عالية الدقة أن يسعى جاهداً ليكون مسليًا وجديرًا بالثناء من أجل تجنب الانقطاع أو الانجرار إلى جزء غير واعٍ منخفض الدقة من المحاكاة. بالإضافة إلى ذلك، يتكهن هانسون بأن أي شخص يدرك أنه قد يكون في محاكاة قد لا يهتم كثيرًا بالآخرين ويعيش يومه أكثر: «قد يتم إسكات دافعك للادخار من أجل التقاعد، أو لمساعدة الفقراء في إثيوبيا، من خلال إدراك ذلك في بلدك. لن تتقاعد أبدًا ولا توجد إثيوبيا».

## اختبار الفرضية فيزيائيا
تم اقتراح طريقة لاختبار نوع واحد من فرضيات المحاكاة في عام 2012م في ورقة مشتركة من قبل الفيزيائيين سيلاس آر بين من جامعة بون (الآن في جامعة واشنطن، سياتل)، وزوهريه دافودي ومارتن جيه سافاج من جامعة واشنطن، سياتل.  في ظل افتراض الموارد الحسابية المحدودة، سيتم تنفيذ محاكاة الكون عن طريق تقسيم استمرارية الزمكان إلى مجموعة منفصلة من النقاط. بالتشابه مع عمليات المحاكاة المصغرة التي يديرها منظرو المقياس الشبكي اليوم لبناء نواة الذرة من النظرية الأساسية للتأثر القوي (المعروفة باسم الديناميكا اللونية الكمومية)، تمت دراسة العديد من النتائج الرصدية لزمكان يشبه الشبكة في عملهم. من بين التواقيع المقترحة تباين الخواص في توزيع الأشعة الكونية عالية الطاقة، والتي إذا تمت ملاحظتها ستكون متسقة مع فرضية المحاكاة وفقًا لهؤلاء الفيزيائيين. في عام 2017، كامبل وآخرون. اقترحوا عدة تجارب تهدف إلى اختبار فرضية المحاكاة في ورقتهم «في اختبار نظرية المحاكاة».
في عام 2019م، اقترح الفيلسوف بريستون جرين أنه قد يكون من الأفضل عدم معرفة ما إذا كنا نعيش في محاكاة لأنه إذا ثبت أنها صحيحة، فإن هذه المعرفة قد تنهي المحاكاة.

## استخدامات أخرى لفرضية المحاكاة في الفلسفة
إلى جانب محاولة تقييم ما إذا كانت فرضية المحاكاة صحيحة أم خاطئة، استخدمها الفلاسفة أيضًا لتوضيح المشكلات الفلسفية الأخرى، خاصة في الميتافيزيقيا ونظرية المعرفة. جادل ديفيد تشالمرز بأن الكائنات المحاكاة قد تتساءل عما إذا كانت حياتها العقلية تحكمها فيزياء بيئتها، بينما في الواقع يتم محاكاة هذه الحياة العقلية بشكل منفصل (وبالتالي، في الواقع، لا تحكمها الفيزياء المحاكاة). لأنها قد تجد في نهاية المطاف أن تفشل أفكارهم إلى أن جسديا تسببت. يجادل تشالمرز بأن هذا يعني أن الثنائية الديكارتية ليست بالضرورة إشكالية في وجهة نظر فلسفية كما هو مفترض، على الرغم من أنه لا يؤيدها. يمكن تقديم حجج مماثلة لوجهات النظر الفلسفية حول الهوية الشخصية التي تقول إنه كان من الممكن أن تكون إنسانًا آخر غير الشخص الذي أنت عليه، بالإضافة إلى آراء حول الكواليا التي تقول إن الألوان يمكن أن تظهر بشكل مختلف عما تبدو عليه (سيناريو الطيف المقلوب). في كلتا الحالتين، كل هذا يتطلب ربط الحياة العقلية بالفيزياء المحاكاة بطريقة مختلفة.

### موضوعات الخيال العلمي
أبرز الخيال العلمي موضوعات مثل الواقع الافتراضي والذكاء الاصطناعي وألعاب الكمبيوتر لأكثر من خمسين عامًا.بعض الأمثلة عليها:
- كتاب سيمولاكرون-3 عام 1964م للمخرج دانيال ف.غالوي ويحكي قصة مدينة افتراضية تم تطويرها كمحاكاة حاسوبية لأغراض أبحاث السوق، حيث يمتلك السكان الوعي ولا يدرك جميع السكان -ما عدا شخص واحد- الطبيعة الحقيقية لعالمهم. تم تحويل الكتاب إلى فيلم ألماني مخصص للتلفزيون بعنوان عالم في الأسلاك في 1973م من إخراج راينر فيرنر فاسبيند. وكان فيلم الطابق الثالث عشر في 1999م مبنيًا بشكل فضفاض على هذا الكتاب.
- «يمكننا أن نتذكرها لك بالجملة» هي قصة قصيرة للكاتب الأمريكي فيليب ك.ديك، نُشرت لأول مرة في مجلة الخيال والخيال العلمي في أبريل 1966، وكانت أساس فيلم توتال ريكول في 1990 و توتال ريكول في 2012 .
- في الفيلم التلفزيوني مكشوف في بنك الذاكرة عام 1983م، تدفع الشخصية الرئيسية لجعل عقله متصلاً بالمحاكاة.

- تستكشف إحدى حلقات ستار تريك: الجيل التالي بعنوان «سفينة في زجاجة» عام 1993م فكرة أن الناس لا يدركون أنهم يعيشون في محاكاة، مع افتراض بيكارد في النهاية أنهم ربما يكونون أيضًا في محاكاة يعمل في صندوق على طاولة. هذا أيضًا استخدام محتمل للسخرية الدرامية، حيث يدرك كل من الممثلين والجمهور أن البرنامج التلفزيوني هو في الواقع محاكاة من نوع ما.

- تكرر نفس الموضوع في فيلم المصفوفة عام 1999م، والذي صور عالماً استعبدت فيه الروبوتات ذات الذكاء الاصطناعي البشرية ضمن محاكاة تم وضعها في العالم المعاصر.

- كانت مسرحية عالم الأسلاك لعام 2012 مستوحاة جزئيًا من مقال بوسترون حول فرضية المحاكاة.[19]
- في حلقة «إكستريمز» (التي تم بثها في 20 مايو 2017 على BBC One) من سلسلة الخيال العلمي دكتور هو ، تخطط الكائنات الفضائية التي تُدعى «الرهبان» لغزو الأرض من خلال تشغيل ودراسة محاكاة ثلاثية الأبعاد للأرض مع سكان واعيين. عندما يكتشف الطبيب الافتراضي أمر المحاكاة، فإنه يرسل بريدًا إلكترونيًا حول المحاكاة إلى شخصيته الحقيقية حتى يتمكن الطبيب الحقيقي من إنقاذ العالم.
- في الموسم الأول من برنامج ريك ومورتي في حلقة «فضائيو إم نايت شيامالان!» عام 2014 تحاصر الكائنات الفضائية الشخصية الرئيسية (ريك) في محاكاة الواقع من أجل خداعه ليكشف عن معادلته للمادة المظلمة المركزة.
- تعمل الفرضية أيضًا بمثابة ذروة حبكة لعبة نو مانز سكاي، حيث تم الكشف عن أن إعداد اللعبة نفسه كان محاكاة وأن شخصية اللاعب هي عضو في سباق تم إنشاؤه لاستكشافه.
- في لعبة زينوبلايد كرونيكلس، تم الكشف عن أن عال الآلهة بيون وميشونيس كان عبارة عن محاكاة يديرها ألفيس وهو كمبيوتر إداري لمنشأة تجربة انتقالية (يُشار إليها ضمنيًا بشكل كبير على أنها «أونتوس» في زينوبلايد كرونيكلس 2) بعد أن دمر كلاوس الكون في تجربة الكون المتعدد.